# ФК Млади радник Ново Ланиште
ФК Млади радник је фудбалски клуб из Новог Ланишта, Град Јагодина, Србија. Клуб је основан 1938, клупска боја је плава.

## Историја
Фудбалски клуб Млади радник, основала је 1938. група младића у селу предвођена Живадином Јанковићем-Кумом, учеником јагодинске гимназије и активистом СКОЈ-а. 
Током следеће 1939 године па све до 1945 године клуб наступа под именом СК Арачић по чувеном мештанину, генаралу Арачићу.
Клуб је у почетку играо незваничне мечеве као и сви клубови из малих средина. Тако је било све до 1953. године када се клуб укључује у прва званична такмичења фудбалских актива општине Светозарево.
Од сезоне 1971/72 клуб се такмичи  у континуитету без прекида  што је подвиг и за много веће средине.
Највећи успех у историји клуба  остварен је у сезони 2017/18 освајањем 3.места у Поморавској Окружној лиги.
У сезони 2016/17 освојена је титула у првенству Међуопштинске лиге група "Север"' и изборен повратак у Окружну лигу.
Велики успеси остваривани у сезони 2013/14 освајањем вице-шампионске титуле у Међуопштинскoj лиги група "Север"' чиме је изборено право за учешће и победу у бараж-мечу за Поморавску Окружну лигу за сезону 2014/15.
Клуб је 4. сезоне (2014/15 - 2015/16 и 2017/18 - 2018/19) био члан Окружне лиге.
Запажени успеси су освајање Дупле круне у сезони 2008/09, када је освојен трећи узастопни Куп ОФС Јагодина као и титула 1.лиге ОФС Јагодина, што је донело пласман у Међуопштинску лигу,тада јединствену која је територијално покривала цео Поморавски округ.
Добре резултате клуб је бележио и током 50-тих година, када је лета 1957. године игран двомеч 1/4 финала Среског (данас Окружног) Купа као и финале Лиге Јагодина. Ти успеси су навели и локалне медије да први пут пишу о успесима клуба, чиме су допринели за пораст интересовања мештана за фудбал у селу.
Најпознатији и једини професионални фудбалер из Новог Ланишта,је Светозар Андрејић-Шпуле.

## Успеси

### Првенство
- Поморавска Окружна лига :
  - 3.место : 2017/18
- Међуопштинска лига "Север" :
  - Првак (1) : 2016/17
  - Вицепрвак (1) : 2013/14
- I лига Јагодине :
  - Првак (1) : 2008/09
- Лига Јагодине :
- Првак (1) : 2022/23
- Другопласирани (3) : 1957,1971/72,2005/06
- II лига Јагодине :
  - Првак (1) : 1978/79
  - Друголасирани (2) : 1983/84,1986/87

### Куп
Куп ФС Поморавског округа :
- - 1/4 финале (2) : 1957,2007/08.

Куп ОФС Јагодина :
- - Освајач (3) : 2006/07,2007/08,2008/09